# ジェイスターズ ビクトリーバーサス
『ジェイスターズ ビクトリーバーサス』（J-STARS Victory VS）は、バンダイナムコゲームスより2014年3月19日に発売されたPlayStation 3、PlayStation Vita用ソフト。

## 概要
『週刊少年ジャンプ』45周年・『Vジャンプ』20周年記念作品。歴代のジャンプヒーローが闘うアクションバトルゲーム。『週刊少年ジャンプ』で連載された32作品からプレイヤーキャラクター39名、サポートキャラクター13名、計52名のキャラクターが登場する。プレイヤーキャラクター2人とサポートキャラクター1人の計3人でチームを組み、相手チームと対戦。対戦前にはキャラクター同士の掛け合いがある。
登場作品は全てアニメ化（テレビアニメ、OVA、FLASHアニメなど）された作品であり、一部の作品はタイトルがアニメ版のものになっている。キャラクターの担当声優も原則的にアニメ版と同じキャストであるが、諸事情（当時のキャストが既に故人であるなど）により変更されているキャラクターも一部存在する。
通常版のほかに期間限定生産のアニソンサウンドエディションが同時発売。登場作品のテレビアニメ主題歌21曲を収録しており、それをBGMにゲームをプレイすることが可能。
登場作品の中で、『珍遊記 -太郎とゆかいな仲間たち-』『めだかボックス』『べるぜバブ』『SKET DANCE』『暗殺教室』『斉木楠雄のΨ難』『ハイキュー!!』は初のゲーム化となる。

## システム

### ローディングシステム
バトルヒント(TIPS)
現在使用しているキャラクターやサポート専用キャラクター、バトルの知識について教えてくれる画像付きのヒント。
内容はキャラクターのそれぞれの必殺技やコンビネーションアタックの打ち上げコマンド、キャラクターの主な特徴やスタミナの特性、製作側からのおすすめコンボなどが挙げられ、バトルの参考となる（ただし、サポート専用キャラクターは必殺技のみである）。
また、Jアドベンチャーモードでは進行度合で見られるヒントも加えられてあり、物語を一層盛り上げる。
Jスターズクイズ
右上に表示されているキャラクターの内容について原作・アニメから出題される制限時間付きの四択クイズ。
正解するとJPが獲得でき、不正解だとJPが貰えずそのまま終わる。また、難易度や残り時間で貰えるJPの量が変動する。
ローディングタイムだけ捉えるとクイズ自体はヒント画面と交互に表示され、内容はその都度変わる。

### バトルシステム
WINゲージ
画面上部にあるゲージ。相手の体力ゲージをゼロにするごとに溜まっていき、これがマックスになると勝利となる。倒されたキャラクターは基本的にスタート地点で復活し、決着がつくまで何度でも闘うことができる。
V（ビクトリー）ボルテージシステム
画面上部中央にある「ボルテージゲージ」を溜めることで、バトルを有利に進められるシステム。ゲージマックス中にボタン入力で「ビクトリーバースト」が発動し、スタミナ回復・スタミナ消費減といったパワーアップ状態となる。この状態になると「超必殺技」が使用可能になる。
サポートアクション
チームの3人目として設定できるサポートキャラクターを呼び出すことで、バトルをアシストする効果が発動する。
サポートキャラクターにはサポート専用キャラクターのほか、バトルキャラクターも設定できる。
コンビネーションアタック
仲間と同じ敵をロックオンしている状態で「コンビネーション始動攻撃」を当てると、そこからコマンド入力で追撃が可能。最後には仲間と同時に必殺技を放つ。

### オプションシステム
操作設定
Rスティックでのカメラ操作や、バトルの基本的操作の簡単入力を切り替えることができる。
カメラ操作は「標準操作」「反転操作」があり、前者はスティックと同じ方向にカメラが向き、後者はスティックと逆方向にカメラが向く。
また、かんたん操作では「コンボ」「ガード」「ターゲット」のオートを使うか否かの切り替えができる（ただし、オンライン対戦では無効化される）。
画面設定
バトル中の画面が揺れる演出を抑えたり付けたりすることができる設定。
演出を付けると、バトルキャラクターの攻撃やステージの変化で画面が若干揺れる。
音量設定
ゲーム内で流れるBGMや操作時などの効果音、キャラクターの声のそれぞれの音の大きさを調整できる設定。
バトル面ではBGMが小さいリアリティバトルや、逆にBGM以外が小さいサイレントバトルなどが楽しめる。
BGMエディット
バトルで流れている、キャラクターごとに違う曲を変えることができる設定。
全部で24項目あり、アニソンバージョンでは本作オリジナルの曲に加え実際にアニメで流れた曲も入れることが可能。
クロスセーブ
PSNに繋いで、プレイヤーの進行データをやり取りできるセーブシステム。
アップロードは今現在までの進行度合いをPSNに送られ、ダウンロードは最後のアップロードにて送られた最新データを取り寄せることができる。
ただし、オンラインバトルでの戦績は送ったり取り寄せることはできない。

## 操作・基本コマンド

### ボタン・スティック操作
移動（Lスティック）
キャラクターを動かす、バトルの進行に最も欠かせない操作。
キャラクターの必殺技やジャンプ中の空中移動など、他のコマンドとの併合操作も可能。
視点変更（Rスティック）
画面に映るカメラの視点を変えることができる操作。
遠距離の対戦相手を視界に捉えたりステージの詳細を確認する時などに使うことが多い。
弱攻撃（□ボタン）
相手を攻撃できる操作。
攻撃力が低い代わりに初手が早く、スタミナを消費しないので、上手く使えば牽制に使える。
強攻撃（△ボタン）
相手を攻撃できる操作。
発動に少し時間はかかるが、基本操作の中で攻撃力が高く、中には吹っ飛ばせるキャラクターも存在する。また、一部キャラクターにはスタミナを消費する者もいるので、使いどころを弁える必要がある。
ダッシュ（Lボタン）
〈PS3：R2ボタン〉
通常の移動よりも速く走れる操作。
スタミナも消費するが、相手の間合いから素早く逃げ切れたり、一部キャラクターによっては必殺技の併合操作や空中での走行が可能の者も存在している。
ダッシュ攻撃（Lボタン＋□ / Lボタン＋△）
〈PS3：R2ボタン＋□ / R2ボタン＋△〉
ダッシュ中に攻撃ができるコマンド。
突進攻撃の如く、走りながら攻撃を仕掛けられるが、相手が起き上がった直後などの無敵状態だと攻撃が効かない。
ガード（Rボタン）
〈PS3：R1ボタン〉
相手からの攻撃を抑える防御操作。
攻撃を防ぐとスタミナも消費するが、持続する限り体力温存ができる。
範囲攻撃（Rボタン＋□）
〈PS3：R1ボタン＋□〉
使うキャラクターの周辺を攻撃するコマンド。
一部キャラクターには特定の範囲を攻撃する者も存在しているので、使用キャラクターには注意する必要がある。
ガードブレイク（Rボタン＋△）
〈PS3：R1ボタン＋△〉
相手のガードを一発で崩せる攻撃コマンド。
発動まで時間が掛かったりキャラクターの体が一瞬だけ赤く光るので、上手く状況を見て使うタイミングが最も必要とされている。
ジャンプ（×ボタン）
キャラクターがその場で跳ね上がれる操作。
使用キャラクターによっては二段ジャンプできる者と大ジャンプできる者が存在しており、前者はボタンを2回連続で押すと大きく跳ね上がり、後者はボタンを押す長さで跳ね上がる高さが変わる。
また、ジャンプしている間はスタミナの回復が止まり、ほぼ無防備状態になる。
スタミナ溜め（Rボタン＋×）
〈PS3：R1ボタン＋×〉
その場でスタミナを回復するコマンド。
回復中は無防備になるのでガードブレイク同様使うタイミングが必要となる。
また、回復量や早さはキャラクターの特性で変わる。
ステップ移動（Rボタン＋Lスティック）
〈PS3：R1ボタン＋Lスティック〉
スタミナを少し消費しつつ、敵からの攻撃を素早く避ける技。
ただし、キャラクターによってステップ移動の早さが変わるので、避けるタイミングを見計らう必要がある。
必殺技
スタミナを消費しつつ敵に大ダメージを与える攻撃コマンド。
操作コマンドは「○ボタン」、「上向きLスティック＋○」、「Rボタン＋○（PS3はR1ボタン＋○）」の3種類から発動可能。
また、攻撃力は使用キャラクターによって変わる。
作戦（十字ボタン）
仲間に指示を伝えられる。
選択できる内容は「突撃」「温存」「集中」「分散」の四つ。
押す方向で作戦を変えられ、バトルの勝敗を左右する（ただし、戦うキャラクターが3人の場合は作戦が「突撃」「温存」の2つに絞られる）。
ポーズメニュー（STARTボタン）
バトル中は一時停止状態になり、使用キャラクターごとの必殺技や基本的アクションの確認、バトルの離脱やリスタートなどが選択できる。

### 特殊操作
アピール（画面左上）
〈PS3：Lスティック押し込み〉
その場で自分自身のキャラクターを強調するアクション。
敵意を向けることができ、上手く使えば自身をおとりにして仲間を助けることができる。
ビクトリーバースト（画面右上）
〈PS3：R3押し込み〉
ボルテージゲージMAX状態の時に仲間全員が発動することで、超必殺技の攻撃を使うことができる。
通常の必殺技より大きなダメージを与えられる故、バトルの勝敗がほぼ決まる。
また、敵からの攻撃から強制的に移行できるので、そこから超必殺技を発動させると逆転も可能となる。
サポート呼び出し（画面左下）
〈PS3：L2ボタン〉
サポートにしたキャラクターを呼び出し、バトルのアシストをしてくれる。
一度呼び出すと再び呼び出せるまで時間を要するので、使う状況などを見極める必要がある。また、サポーターはキャラクターにより再呼び出し時間が変わる。
ロックオン切り替え（画面右下）
〈PS3：L1ボタン〉
敵キャラクターを自分の視界に捉えたときに出現するカーソルを切り替えられる。
ミニマップ周辺をタッチする他、敵を攻撃すると付けられ、敵の動きを自動的に追尾する。ただし、長時間で障害物などにより捉えた敵が視界から消えた場合はカーソルが外れる。
PS3版ではL1ボタンの長押しやRスティックを傾けることで簡単にロックオンを解除できる。
カーソルの色は敵の状態や距離によって異なり、無敵の場合は小さな灰色。遠距離だと緑色。近距離は黄色に光る。
また、近距離時だと瞬時に敵に近づき、攻撃の間合いに入れることができる。

## 登場キャラクター
並び順は公式サイトの作品&キャラクター紹介ページに準じる。アシストキャラクターは技演出に登場するキャラクター。
| キャラクター名             | 担当声優                                                     | 分類       | アシストキャラクター                                              | 出典                         |
| -------------------------- | ------------------------------------------------------------ | ---------- | ----------------------------------------------------------------- | ---------------------------- |
| モンキー・D・ルフィ        | 田中真弓                                                     | プレイヤー |                                                                   | ONE PIECE                    |
| ボア・ハンコック           | 三石琴乃                                                     | プレイヤー |                                                                   | ONE PIECE                    |
| 赤犬                       | 立木文彦                                                     | プレイヤー |                                                                   | ONE PIECE                    |
| ポートガス・D・エース      | 古川登志夫                                                   | プレイヤー |                                                                   | ONE PIECE                    |
| 孫悟空                     | 野沢雅子                                                     | プレイヤー | ドラゴンボールZ                                                   |                              |
| ベジータ                   | 堀川りょう                                                   | プレイヤー | ドラゴンボールZ                                                   |                              |
| フリーザ                   | 中尾隆聖                                                     | プレイヤー | ドラゴンボールZ                                                   |                              |
| トリコ                     | 置鮎龍太郎                                                   | プレイヤー | トリコ                                                            |                              |
| ゼブラ                     | 松田賢二                                                     | プレイヤー | トリコ                                                            |                              |
| うずまきナルト             | 竹内順子                                                     | プレイヤー | NARUTO -ナルト- 疾風伝                                            |                              |
| うちはサスケ               | 杉山紀彰                                                     | プレイヤー | NARUTO -ナルト- 疾風伝                                            |                              |
| うちはマダラ               | 内田直哉                                                     | プレイヤー | NARUTO -ナルト- 疾風伝                                            |                              |
| 黒崎一護                   | 森田成一                                                     | プレイヤー | BLEACH                                                            |                              |
| 朽木ルキア                 | 折笠富美子                                                   | サポート   | BLEACH                                                            |                              |
| 藍染惣右介                 | 速水奨                                                       | プレイヤー | BLEACH                                                            |                              |
| 緋村剣心                   | 涼風真世                                                     | プレイヤー | るろうに剣心 -明治剣客浪漫譚-                                     |                              |
| 志々雄真実                 | 池田政典                                                     | プレイヤー | るろうに剣心 -明治剣客浪漫譚-                                     |                              |
| 両津勘吉                   | ラサール石井                                                 | プレイヤー | 大原大次郎（声 - 佐山陽規）                                       | こちら葛飾区亀有公園前派出所 |
| 坂田銀時                   | 杉田智和                                                     | プレイヤー | 志村新八（声 - 阪口大助）                                         | 銀魂                         |
| 神楽&定春                  | 釘宮理恵（神楽） 高橋美佳子（定春）                          | サポート   |                                                                   | 銀魂                         |
| 浦飯幽助                   | 佐々木望                                                     | プレイヤー | 幽☆遊☆白書                                                        |                              |
| 飛影                       | 檜山修之                                                     | プレイヤー | 幽☆遊☆白書                                                        |                              |
| 戸愚呂（弟）               | 玄田哲章                                                     | プレイヤー | 幽☆遊☆白書                                                        |                              |
| ゴン＝フリークス           | 潘めぐみ                                                     | プレイヤー | HUNTER×HUNTER                                                     |                              |
| キルア＝ゾルディック       | 伊瀬茉莉也                                                   | プレイヤー | HUNTER×HUNTER                                                     |                              |
| ヒソカ                     | 浪川大輔                                                     | サポート   | HUNTER×HUNTER                                                     |                              |
| 山田太郎                   | くまいもとこ                                                 | プレイヤー | 本屋のばばあ（声 - 坂本頼光）                                     | 珍遊記                       |
| ジャガージュン市           | 藤原啓治                                                     | サポート   |                                                                   | ピューと吹く!ジャガー        |
| 黒神めだか                 | 豊崎愛生                                                     | プレイヤー | めだかボックス                                                    |                              |
| 球磨川禊                   | 緒方恵美                                                     | サポート   | めだかボックス                                                    |                              |
| ララ・サタリン・デビルーク | 戸松遥                                                       | サポート   | To LOVEる -とらぶる-                                              |                              |
| 桐崎千棘                   | 東山奈央                                                     | サポート   | ニセコイ                                                          |                              |
| 沢田綱吉&リボーン          | 國分優香里（綱吉） ニーコ（リボーン）                        | プレイヤー | 家庭教師ヒットマンREBORN!                                         |                              |
| 男鹿辰巳&ベル坊            | 小西克幸（男鹿） 沢城みゆき（ベル坊）                        | プレイヤー | べるぜバブ                                                        |                              |
| 殺せんせー                 | 関智一                                                       | プレイヤー | 暗殺教室                                                          |                              |
| ジョナサン・ジョースター   | 興津和幸                                                     | プレイヤー | ジョジョの奇妙な冒険（Part1）                                     |                              |
| ジョセフ・ジョースター     | 杉田智和                                                     | プレイヤー | ジョジョの奇妙な冒険（Part2）                                     |                              |
| 鵺野鳴介                   | 置鮎龍太郎                                                   | プレイヤー | 地獄先生ぬ〜べ〜                                                  |                              |
| 脳噛ネウロ                 | 子安武人                                                     | サポート   | 魔人探偵脳噛ネウロ                                                |                              |
| 黒子テツヤ                 | 小野賢章                                                     | サポート   | 黒子のバスケ                                                      |                              |
| 星矢                       | 森田成一                                                     | プレイヤー | 聖闘士星矢                                                        |                              |
| アレン・ウォーカー         | 小林沙苗                                                     | サポート   | D.Gray-man                                                        |                              |
| スケット団                 | 吉野裕行（ボッスン） 白石涼子（ヒメコ） 杉田智和（スイッチ） | サポート   | SKET DANCE                                                        |                              |
| ケンシロウ                 | 小西克幸                                                     | プレイヤー | 北斗の拳                                                          |                              |
| ラオウ                     | 玄田哲章                                                     | プレイヤー | 北斗の拳                                                          |                              |
| 則巻アラレ                 | 小山茉美                                                     | プレイヤー | 則巻ガジラ（声 - 西原久美子）                                     | Dr.スランプ アラレちゃん     |
| 斉木楠雄                   | 浅沼晋太郎                                                   | プレイヤー |                                                                   | 斉木楠雄のΨ難                |
| ボボボーボ・ボーボボ       | 子安武人                                                     | プレイヤー | 首領パッチ（声 - 小野坂昌也）                                     | ボボボーボ・ボーボボ         |
| ラッキーマン               | 田中真弓                                                     | プレイヤー |                                                                   | とっても!ラッキーマン        |
| 日向翔陽                   | 村瀬歩                                                       | サポート   | ハイキュー!!                                                      |                              |
| 剣桃太郎                   | 堀秀行                                                       | プレイヤー | 王大人（声 - 沢木郁也） 応援団（声 - 島田敏・江森浩子・平野正人） | 魁!!男塾                     |
| 江田島平八                 | 石塚運昇                                                     | サポート   |                                                                   | 魁!!男塾                     |

この他にも、ストーリー中の会話パートにて、ナミなど各作品の他のキャラクターも登場する。

## ステージ
アラバスタ
『ONE PIECE』のステージ。
ステージ中央に位置する宮殿は崩れるまで足場として利用できる。
ナメック星
『ドラゴンボールZ』のステージ。
原作にもあった「カプセルコーポレーション」と書かれている小型宇宙船が所々にある（乗ることはできない）。
また、湖が存在しているため、特定のタイプを持つキャラクターはスタミナ回復が止まる故、バトルが不利となる。
ベジタブルスカイ
『トリコ』のステージ。
ステージ内にいくつもの大きな野菜や果物が散らばっている故、崩せる部分に限り特定のタイプを持つキャラクターが攻撃を与えるとスタミナが回復する。
木の葉隠れの里
『NARUTO -ナルト- 疾風伝』のステージ。
チームのスタート地点は里の外側・内側と、大門を挟んで分かれている。
また、原作通り店が多く出ているため、アラバスタ同様に崩れるまで足場として利用できる。
暗黒武術会会場
『幽☆遊☆白書』のステージ。
ステージ自体は大きな攻撃を与えることで通常⇒半壊⇒全壊の順に壊れていく。
また、南東部には原作の大会中で空いたとされる大穴が存在する（ただし、線より外には出られない）。
尸魂界（ソウルソサエティ）
『BLEACH』のステージ。
道幅が狭く、壁や建物などの障害物が多いので、敵への奇襲攻撃が仕掛けやすい。
派出所周辺
『こちら葛飾区亀有公園前派出所』のステージ。
木の葉隠れの里同様、至るところに建物がある。
また、原作にもあった浅草・雷門がステージの背景画として描かれている。
桃源郷
『銀魂』のステージ。
原作の吉原桃源郷をモチーフにしているが、至る所にある障子戸を破っても敵は出現せず、本作に登場するキャラクターの影絵が描かれてある屏風が立っている。
アテナ神殿
『聖闘士星矢』のステージ。
神殿内部と頂上にアテナの女神像が建てられていて、頂上へは神殿の両脇にある門を伝いジャンプすることで行くことが可能。
また、ステージにある石柱の一部は崩せられる。
大灼熱の間
『るろうに剣心 -明治剣客浪漫譚-』のステージ。
原作で緋村剣心と志々雄真実が対決したステージで、一部を除き石壁により隔てられている。
ステージ奥の大きな建物は崩すことが可能。
ペンギン村
『Dr.スランプ アラレちゃん』のステージ。
至るところにある建物は様々な形をしており、足場として利用する際は高低差を利用することで、敵の意表を突くことができる。
天雷響針闘場
『魁!!男塾』のステージ。
原作とは少し異なり、足場の一部分は定期的に針が飛び出る時間（電邪悪〈でんじゃあ〉）が発生する。
またその際、キャラクターがその足場に近づくことで針が飛び出し、大ダメージを受ける。

## モード
Jアドベンチャー
本ソフト内のステージとキャラクターが全て登場するストーリーのモード。
冒険するストーリーは、ルフィがメインの躍動編、ナルトがメインの希望編、トリコがメインの探求編、一護がメインの追跡編の4つに別れていて、いずれも内容が少し変わっている。
主人公は仲間と共にメモリアルジャンプ号と呼ばれる船でジャンプワールドを巡り、Jバトルフェスティバルに向けて冒険をする。
ストーリーを進める毎に仲間を増やしたり、メモリアルジャンプ号を強化するパーツなどもゲットしていく。
他にクエストと呼ばれる依頼も多く存在するが、達成することで新たな仲間を加えたり、冒険に役立つアイテムも手に入れることができる。
Jバトルフェスティバルでは4人のメインキャラクターが集い、本戦の決勝で戦うこととなる（ルフィチームvsトリコチーム、ナルトチームvs一護チームという組み合わせ）。
カリン塔では専用のバトルチケットを使うことで、待ち受けている強敵たち（殺せんせー、山田太郎、赤犬、マダラ、ラオウのいずれか）とバトルすることができ、それぞれ撃破すると敵が強くなっていく。最大レベルの敵を完全撃破すると、後述のオンラインバトルで使えるアイコンを手に入れることができる。
Jポイントショップ
バトルで貰えるJポイント（以下JP）を消費してアイテムやキャラクターを購入できるモード。
友情・努力・勝利のゲージを上げることでキャラクターやアイテムの購入範囲が広がり、バトルなどで有利に進めるようになる。
アイテムの中にはJアドベンチャーのストーリー内で役立つものや、カード入手時に必要なコインなどがある。
専用のコインで入手したカードは後述のJカスタマイズのデッキ編成で使用できる。
ビクトリーロード
様々なステージ内で次々と登場する敵を倒していく、トレーニング形式の3対3のバトルのモード。
キャラクター選択で自分の好みのチームを編成して挑むことができる（ただし、敵チームは変えられない）。
バトルポイント（以下ポイント）で待ち構えている敵キャラクターに勝利すると、JPが獲得できる。
また、既に攻略済みのポイントにはメダル形の丸いアイコンが表示される。
初めのうちは戦うエリアが一つだけだが、ポイントを進める毎に霧が晴れて次のエリアへと行けるようになる。
ポイントによってはチャレンジミッションが付いてあるものもあり、一つずつ達成する毎にアイコンの色も変わっていく（橙→銅→銀→金の順）。
フリーバトル
ステージやキャラクターなどを自由に編成して戦うお手軽バトルのモード。
「1人で遊ぶ」と「アドホック通信」の2つの形式があり、前者はCOM相手に1人で対戦でき、後者はアドホック通信を使い最大4人まで対戦ができる。
また、後述のJカスタマイズで作るオリジナルデッキの使用も可能。
体力は60%〜140%、強さ（COMレベル）は☆1〜☆5（数が多くなる毎に強くなる）といずれも5段階で、キャラクタータイプについてはスタミナ重視の「友情」、防御重視の「努力」、攻撃重視の「勝利」の三択となっている。
自分で操作する場合のプレイヤーは強さを除いたステータスの設定ができる。
なお、チームキャラクターは参戦するかしないかを選択でき、対戦人数も自由に変えられる。
制限時間については300秒（5分間）と無制限の選択ができる。
オンラインモード
PSNに繋いで、全国のプレイヤーと対戦ができたり戦績を確認できるオンラインバトルのモード。
ランクマッチでは、勝敗でランキングが変動する対戦で、Jカスタマイズの使用の是非も可能。
プレイヤーマッチは、部屋を作成したり検索したりして気軽に対戦ができるモード。自動的に部屋に参加したり、届いた挑戦状（メッセージ）を伝って参戦もできる。
使用キャラクターの回数やプレイヤーの撃破数などで称号やプレイヤーアイコンが入手でき、それらはプレイヤー設定などから変えることができる。また、前述のアイコンも設定が可能。
Jカスタマイズ
バトルキャラクターを強化するためにカードをカスタマイズできるデッキのシステム。
カードのレア度は☆1〜☆4まであり、前述のJポイントショップの専用のコインでのみ入手が可能。
デッキは5つまで所持することができ、ショップで入手したカードは基本8枚まで設置することができる。
なお、左上と右下の枠はJアドベンチャーのクエストで入手したカードのみ設置が可能で、枠自体はショップで購入することで使用可能となる。
ギャラリー
ゲーム内に登場するバトルキャラクターやバトルのリプレイを観賞できるモード。
キャラクター図鑑は本作に登場するバトルキャラクターの姿を作品別に見ることが可能。
カメラアングルやキャラクターのポーズを変える他にも、原作のセリフや他キャラクターとの掛け合いのセリフも聞くことができる。
バトルリプレイは、ビクトリーロードやフリーバトルで保存したバトルを視聴することができ、最大20本まで保存が可能。
また、BGMは保存したバトルで流れた曲のままなので、変更は不可能。

## 音楽
主題歌
「Fighting☆Stars」
作詞 - 森由里子 / 作曲 - 岸利至 / 歌 - 影山ヒロノブ・串田アキラ・きただにひろし
通常版BGM
作・編曲 - 音楽制作集団Team MAX（高梨康治、水谷広実、藤澤健至、片山修志、加藤賢二）
アニソンサウンドエディション収録曲
「ウィーアー!」
歌 - きただにひろし / 出典：『ONE PIECE』
「GO!!!」
歌 - FLOW / 出典：『NARUTO -ナルト- 疾風伝』
「CHA-LA HEAD-CHA-LA」
歌 - 影山ヒロノブ / 出典：『ドラゴンボールZ』
「微笑みの爆弾」
歌 - 馬渡松子 / 出典：『幽☆遊☆白書』
「ガツガツ!!」
歌 - 串田アキラ / 出典：『トリコ』
「＊〜アスタリスク〜」
歌 - ORANGE RANGE / 出典：『BLEACH』
「departure!」
歌 - 小野正利 / 出典：『HUNTER×HUNTER』
「ジョジョ 〜その血の運命〜」
歌 - 富永TOMMY弘明 / 出典：『ジョジョの奇妙な冒険』
「そばかす」
歌 - JUDY AND MARY / 出典：『るろうに剣心 -明治剣客浪漫譚-』
「愛をとりもどせ!!」
歌 - クリスタルキング / 出典：『北斗の拳』
「ペガサス幻想」
歌 - MAKE-UP / 出典：『聖闘士星矢』
「だだだ」
歌 - グループ魂 / 出典：『べるぜバブ』
「Pray」
歌 - Tommy heavenly6 / 出典：『銀魂』
「HAPPY CRAZY BOX」
歌 - 栗林みな実 / 出典：『めだかボックス』
「葛飾ラプソディー」
歌 - 堂島孝平 / 出典：『こちら葛飾区亀有公園前派出所』
「ワイワイワールド」
歌 - 水森亜土、こおろぎ'73 / 出典：『Dr.スランプ アラレちゃん』
「汚れっちまった悲しみに…」
歌 - 一世風靡SEPIA / 出典：『魁!!男塾』
「バカサバイバー」
歌 - ウルフルズ / 出典：『ボボボーボ・ボーボボ』
「ラッキーマンの歌」
歌 - 八代亜紀 / 出典：『とっても!ラッキーマン』
「バリバリ最強No.1」
歌 - FEEL SO BAD / 出典：『地獄先生ぬ〜べ〜』
「LISTEN TO THE STEREO!!」
歌 - GOING UNDER GROUND / 出典：『家庭教師ヒットマンREBORN!』

## スタッフ
- 開発：スパイク・チュンソフト
- 制作プロデューサー：金子裕幸
- ディレクター：菊地大理
- アシスタントディレクター：河本幸典
- リードプログラマー：斉藤滋
- プログラム：伊藤謙吾、山口貴士、吉田陽亮、清水啓貴、石渡勇児、稗田航平、永田潔、松岡三郎、黒木幸一
- システムプログラム：小林亮太、谷本信一、長沢良和、高橋呉明
- リードプランナー：角谷佐寿
- プランニング：関山剛、小西宏志、平林隆太
- プランニングアシスタント：丸山順己、横山陽彦、釘野雅史、渡辺成人、加藤建
- ゲームスクリプト：中村慶太、関本隆人、今野あすか
- シナリオ：坂本豊和、川嶋一洋、中村亮太、大野晶靖、神代流、氷鳥隆一
- マップデザイン：河原聡、松倉真彦、高橋慶、新浪麻友子、村岡洋一、石川秀人、林友恵、青木裕輔、石間俊之、藤野信一、遠藤智之
- キャラクターデザイン：神崎伸義、鶴見悟史、李孝成、上野悟、佐藤樹、木村俊晴、大楽悠太、石川卓、木村千羽、三上琢也、米澤若莱、北守敦、田埜正幸、海老根英加、新田ともみ、藤原由紀子、和泉達也
- モーションデザイン：大橋達範、野口晴美、深谷卓、斉藤岳志、山田和樹、木下義一、佐久間啓光
- エフェクトデザイン：坂倉逸人、水原輝久
- エフェクトアシスタント：大智正貴
- インターフェースデザイン：中尾文子、杉田あゆ美、武内まり子、柴崎佳代子
- バトル演出：大橋達範
- デザイン協力：丸谷竜也
- サウンドデザイン：株式会社ティーズミュージック（馬場高太郎、松下朝光、高橋由多佳、石井雅子）、合同会社 ForKuest（礒川洋）
- BGM制作：株式会社B.B.スタジオ
  - Sound Produced: B.B.STUDIO SOUND TEAM
  - Sound Directed: 有馬孝哲
- Vocal Sessions
  - Composed,Programming,keybords: 岸利至
  - Mixed: 今井邦彦](OORONG-SHA)
  - Mastered: 宮本茂男 (form THE MASTER)
  - Drums: 山崎慶
  - Guitars: 柴崎浩 (urglitz)
  - Bass: IKUO
  - Violin&Violas: MIZ (Smash Room)
  - Cello: 佐野まゆみ
  - Horns: 原田知斉HORNS
- Instrumental Sessions: TEAM MAX J-Stars Sessions
  - Composed&Arranged: 高梨康治、水谷広実、藤澤健至、片山修志、加藤賢二
  - Strings: 元井ストリングス
  - Guitars: 藤澤健至
  - Bass: 瀧田イサム
  - Flute&Piccolo: 髙桑英世
  - Horn: 吉永雅人、和田博史
  - Trumpet: エリック・ミヤシロ、中山浩佑
  - Chorus: Remi、藤田杉歌、山本悠尋
  - 三味線：KIJI
  - 尺八、能管：き乃はち
  - 太鼓：茂戸藤浩司
  - Synthesizer Programming: 高山淳
  - Music Preparation: 堀田星司 (Team-MAX)
  - Recorded&Mixed: 青砥州比古、北吉泰輔（FREE MARKET Co.,Ltd）
  - Assistant Engineer: 武岡博紀（FREE MARKET Co.,Ltd）
  - Musician Coordination: 新宮花重 (LEGATO MUSIC Inc.)、井田亜紀子（DAYBREAK）
  - Music Production: 豊田充弘、橋本美納子 (ROCKMAN Inc.)
- mik+ studio　J-Stars Sessions
  - Composed,Programming,Keyboards: 岸利至
  - Mixed: 今井邦彦 (OORONG-SHA)、岸利至
  - Drums: 酒井愁
  - Guitars: 柴崎浩 (urglitz)、尾嵜啓一、岸利至
  - Violins&Violas: MIZ (Smash Room)
  - Cello: 吉良都
  - Horns: 権藤知彦HORNS
  - Mastered: 有馬孝哲 (B.B.STUDIO)
  - Sound Management: B.B.STUDIO SOUND TEAM
- オープニングムービー制作：株式会社ジェットスタジオ
  - CG Director: 望月智
  - Line Manager: 飯塚一裕、Dao Ngoc Kien
  - Character Animation: 山田亮、浦谷竜之祐、後藤大地、Truong Manh Hung、Pham Dang
  - Character Rigging: 藤田祐一郎、Le Viet Trang
  - Character Modering: 赤崎弘幸、小原孝介、Nguyen Thi Thanh Thuy、Pham Ho Huu Duy
  - BG Modering: 加賀美早織、Le Van Minh、Nguyen van Thuong
  - VFX Designer: 近藤啓太、石井俊行、Nguyen Phi Hung
  - CG Superviser: 窪川智紀
- デバッグ：株式会社KINSHA - 桂利光、内村健太、山田一輝、木原美鈴、宮口佳幸、三宅ゆか、山口幸雄、黒田嵩之、辻和弥、木戸翔太、桑原和樹、南圭伍、力田耕仁、太田悠亮、松本美翔
- ポールトゥウィン株式会社 - 大門浩太、長谷川純一
- 株式会社バンダイナムコゲームス
  - 品質管理：田中亮、佐野隆太、東風谷誠
  - プロモーション：安子太樹、大石幸平、松田悠太郎
  - 営業：高林一浩、熊田直樹、坂田圭右、每熊佑美
  - 制作サポート：鈴木桃子、松浦陽平